# إبه سان
إبه سان (بالدنماركية: Ebbe Sand) مواليد 19 يوليو 1972 في آلبورغ، هو لاعب كرة قدم دانمركي سابق كان يلعب كمهاجم. سبق له أن لعب في كأس العالم لكرة القدم مع منتخب بلاده. لعب خلال مسيرته 402 مباريات سجل خلالها 158 هدفاً.

## أندية لعب لها
- نادي بروندبي
- شالكه 04

## روابط خارجية
- إبه سان على موقع الاتحاد الدولي (مؤرشف)  (الإنجليزية)
- إبه سان على موقع الاتحاد الأوربي (الإنجليزية)
- إبه سان على موقع قاعدة بيانات كرة القدم.إي يو (الإنجليزية)
- إبه سان على موقع بيانات كرة القدم. دي إي (الألمانية)
- إبه سان على موقع ناشيونال فوتبول تيمز (الإنجليزية)